# Sandra Barambas
Sandra Barambas z domu Szczygioł (ur. 8 grudnia 1989 r. w Chorzowie) – polska siatkarka, grająca na pozycji atakującej.
W maju 2023 roku postanowiła na jeden sezon zakończyć siatkarską karierę. Od sezonu 2024/2025 będzie zawodniczką MKS-u Sokół Mogilno.

## Sukcesy klubowe
I liga:
- 2013, 2020, 2022[7]
- 2015, 2017, 2019